# BAMBOO BLADE
『BAMBOO BLADE』（バンブーブレード）は、原作：土塚理弘、作画：五十嵐あぐりによる日本の漫画作品。剣道を題材としている。スクウェア・エニックスの漫画雑誌『ヤングガンガン』創刊号（2004年12月3日発売）より2010年18号（9月3日発売）まで連載された。通称は「バンブー」「バンブレ」。同じくスクウェアエニックスの漫画雑誌『月刊ビッグガンガン』創刊号（2016年8月25日発売）にて連載終了した『BAMBOO BLADE C』と『BBデフォルメ』をもってシリーズ全4部作の完結となった。2019年4月時点でコミックス累計発行部数は330万部を突破している。『ヤングガンガン』の20周年を記念して、『BAMBOO BLADE 20周年特別編』を同誌2025年12号と13号に前後編で掲載。

## 概要
とある私立学校の剣道部を舞台に、女子部員を中心とした面々が、緩やかに送りつつも目標（大半は顧問が原因でつくられる）へ向かって行く日々を綴る作品。「まったり放課後女子剣道コミック」と銘打っている。
原作の土塚理弘はネームの作成までを行い、五十嵐あぐりがそれに基づいて作画を行っている。現在も漫画家として活動中の土塚理弘が原作のみの担当である理由については、「多忙であるため」と単行本1巻のあとがきに記している。また同巻あとがきにて、女子剣道部という題材を選んだ理由としては、自分より女の子が描くのが得意な人が作画を担当するにあたって、それにふさわしいものを連載用のアイディアのストックから選んだとも記している。また、ファンブックなどでは女子剣道は以前から興味があったテーマであったことをコメントしている。
土塚理弘が原作を担当している関係上、本作品中では他の土塚漫画作品に登場するキャラクターや表現が一部に見られる。各話のサブタイトルも他の土塚作品同様「××と○○」で統一されている。
『BAMBOO BLADE B』の連載開始以後、土塚理弘は本作品を "BAMBOO BLADE A" （バンブーA）と呼ぶようになった。なおこの "A" とは土塚曰く "ATOMIC FIRE BLADE" のAとのこと。また土塚は「C」と呼ぶ第3の作品も以前から構想しており、後に『BAMBOO BLADE C』が高尾じんぐの作画により『月刊ビッグガンガン』にて連載された。

## あらすじ
室江高校の剣道部顧問、「コジロー」こと石田虎侍は、愛車購入のためにかけたローンの支払いで、その日の食事にも困る貧乏生活の日々を送っていた。そんなある日、高校時代の先輩であり、同様に剣道の指導者となっていた石橋賢三郎から「自分が顧問を務めている町戸高校の剣道部に勝てたら、実家の寿司屋で1年間食べ放題」という条件で、女子剣道部の対外試合を持ちかけられる。条件に目がくらみ即諾したコジローだが、現在ほとんどの部員が受験引退もしくは幽霊部員と化している室江高校剣道部は、事実上の部員が部長の千葉紀梨乃ただ1人という有様で、5対5の練習試合をするには頭数がまったく足りなかった。
コジローは翌日から早速、5名の女子部員を揃えようとアテを探していたところ、ある女生徒が竹ぼうきで難無く複数のボール（と教頭）を打ち返すのを目撃。何としてでもその女生徒を剣道部に入部させようと試みる。

## 登場人物
石田 虎侍（いしだ とらじ）
声 - 小西克幸
『BAMBOO BLADE』における主人公。剣道部顧問。物語開始時点で25歳。通称「コジロー」。ちゃらんぽらんな性格。
千葉 紀梨乃（ちば きりの）
声 - 豊口めぐみ
2年生。通称「キリノ」。髪型は金髪のポニーテールで、部活の時は長いリボンで髪を縛る。イメージカラーはイエロー。
川添 珠姫（かわぞえ たまき）
声 - 広橋涼
1年生。身長149 cm。通称「タマキ」。髪型はストレートのショート。イメージカラーはレッド。剣道部のエースにしてマスコット的な存在。
宮崎 都（みやざき みやこ）
声 - 桑島法子
1年生。通称「ミヤミヤ」。髪型はウェーブのかかったロングで、部活の時は頭の上でおだんごにする。イメージカラーはピンク（裏カラーはブラック）。ダンの彼女で、彼に誘われる形で入部した。
桑原 鞘子（くわはら さやこ）
声 - 小島幸子
2年生。通称「サヤ」。髪型は赤色のややはねっ毛のあるストレートのロングで、部活の時は頭の上で適当に縛る。瞳は青色。イメージカラーはブルー。キリノとは小学校からの幼馴染みでいいコンビ。
東 聡莉（あずま さとり）
声 - 佐藤利奈
1年生。通称はファンブックによれば「東」だが、作中では一定しない。左目の泣きボクロと伊達眼鏡が特徴。髪型はストレートのロングで、側面には犬の耳の様に跳ねている部分がある。普段は両脇で2本束ねており、部活の時は下ろす。若干釣り目。瞳は緑色。イメージカラーはグリーン。

## 劇中劇

### バトルヒーローシリーズ
超剣戦隊ブレードブレイバー（ちょうけんせんたいブレードブレイバー）
タマキが幼少の頃に正座して視聴するほどはまり込んでいた特撮番組で、巨大な剣を手に戦う5人の戦士ブレードブレイバーが、世界征服の野望を抱くデスアーマーと死闘を繰り広げるというストーリー。クライマックスではデスアーマーの攻撃にメンバーが次々と倒される中、最後に残ったレッドブレイバーが人々の笑顔を取り戻す願いを込め、最終必殺技「アトミックファイヤーブレード」を繰り出す。この場面に幼少のタマキは非常に強い印象を抱き、その結果「突き」を繰り出す際に、力を加減せず容赦無く相手をぶっ飛ばしてしまうという欠点を抱えることとなった。
タマキにとっては母・椿の思い出とも絡む作品でもある。
この作品は30作以上続く「バトルヒーローシリーズ」の20作目記念作品として、従来作よりもストーリーや役者、武器のリアルさなどあらゆる面で豪華なものとなっており、低迷期にあった同シリーズの人気を復活させ、一緒に見ていた父親もはまるケースが多かった、という設定となっている。
アニメ版での異同他
基本設定以外が一新され、山根理宏によってリデザインされたコスチュームは『変身忍者 嵐』にも似た和風の衣装になり、メンバーの人数がレッド・ブルー・イエローの3人となっている。また使用武器がメンバーごとに異なる他、主題歌も新たに作成し直されている。さらにオリジナルのライバルキャラクターダークシナイダーをはじめ、メンバーが搭乗するバイク型のマシンブレイバイクや巨大ロボブレイバーロボも登場した。
その衝撃の結末はファンの激しい議論を呼び、約10年ぶりにテレビシリーズの完結編として、『コスモサーティーン』との2本立てで、劇場版も上映された。テレビシリーズ全52話（うち特別編1話）のストーリー構想や、キャラクターの詳細設定なども書き起こされており、ジャイブ版の公式ガイドブックにて紹介されている。
声優は以下の通り（シナイダー以外は本編との2役）。なお第15話にクレジット表記された制作スタッフ・および担当声優名はいずれも東映のスーパー戦隊シリーズや仮面ライダーシリーズ、石ノ森章太郎原作の特撮ドラマのパロディとなっている。
- レッドブレイバー / 赤星十字 - 小西克幸
- ブルーブレイバー / 青海飛龍 - 阪口大助
- イエローブレイバー / 黄山大剣 - 石田彰
- デスアーマー - 稲田徹
- ダークシナイダー / シルバーブレイバー / 銀河大志 - 堀秀行
- シナイガール / 桃井霞 - 豊口めぐみ

ブラックデュラン
『ブレードブレイバー』と同様にバトルヒーローシリーズに属する作品で、シリーズ通算30作品目に当たる。
ヒーローが1人で戦うというシリーズ初の取り組みが特徴として挙げられる。主演はイケメン俳優の滝川純也。
ウラが関連商品を入手している場面がある他、第82 - 84話は冒頭にこの作品のクライマックスが描かれ、第95 - 96話には同作の脚本家である牛松・F・正乃助が語る「実現されなかった真のエピローグ」が挿入されている。
主人公・ブラックデュランおよび彼の駆るバイク型マシン・デュランバイクのデザインは山根理宏が担当している。
原作者・土塚の別作品『清村くんと杉小路くんろ』にも『オメガセイバー』の企画会議（後述）の中で『ブレードブレイバー』とともに名が挙げられ、続編を希望するウラの投稿も紹介されている。
コスモサーティーン
『ブラックデュラン』の後番組。前作の反動で、メンバーの数が非常に多くなっている。名称のみの登場で、『BAMBOO BLADE B』でも名称のみ登場している。
アニメ版での異同他
第20話にて、遊園地のヒーローショーでレッドブレイバーと共演する。またタマキも原作と異なり番組を視聴しており、作品の出来について色々と語る場面がある。
- コスモワン - 小川輝晃

しばくぞ! 宇宙警察忍者侍オメガセイバー
『コスモサーティーン』の後番組で、作中のバトルヒーローシリーズの中では最新作。前述の『清村くんと杉小路くんろ』とクロスオーバーしており、『清杉ろ』の方で企画会議が、本作の作中で放映内容が描かれる。
ヒーローの武装がながいものような形状、さらにバイクが四足歩行をするなど、視聴したタマキ曰く「戦闘シーンはかっこよかったがデザインはどうにかならなかったのか」とのこと。

### その他
厳密には劇中劇には含まれないバラエティ番組なども、便宜上本項に記述する。
クリスマスクリスタルズ
全46話のテレビアニメ。第27話でタマキがCMを見て一目惚れし、限定生産のDVD-BOXを買うためにアルバイトをすることになった。
内容はファンタジー世界を舞台にした冒険アニメらしく、主人公らしきキャラクター達が全員『ドラゴンクエストVI 幻の大地』『スターオーシャン セカンドストーリー』『ヴァルキリープロファイル』（いずれもスクウェア・エニックスないし旧エニックスのゲーム）の各キャラクターをごちゃまぜにしたような姿をしている。
アニメ版での異同他
第18話に（原作の相当する場面で『マテリアル・パズル』のキャラクターが登場する代わりに）放映された。
エビルスレイヤー
ファンブックでのタマキのコメントによると正統派ファンタジーアニメとのこと。DVDは第69話の時点で第7巻までリリースされている。第1巻の初回限定DVDには特典にカードが添付。
ビッタリマン
コジローが子供の頃に流行していた食玩のおまけシール。タマキは町戸高戦での謝礼として作中最強の敵「デューク・アリパパ」のヘッドをコジローから受け取ったが、ジェネレーション・ギャップゆえに価値が理解できず、タペストリーとして部屋に飾っている。
元ネタは『ビックリマン』。
熱血バニッシュ学園（ねっけつバニッシュがくえん）
おかめテレビで毎週土曜夜8時から放送されているバラエティ番組。司会はお笑いコンビの「バーニングダッシュ」。レギュラーはタレントの戸田涼子と沢宮エリナ。
コジローによれば「番組がやりたいのか宣伝がやりたいのかわかんない」内容だが、中高生層に人気が高い。
中学校・高校の部活動を紹介するコーナー「バニッシュスポ魂少女応援団」にレイミがミヤミヤの写真を、桃竜学院高等部の寺本監督がウラの資料を送ったことがきっかけで、剣道を題材とした番組企画を起ち上げる。
『清村くんと杉小路くんろ』でも名称のみ登場。登場人物がコジローと同じ感想を述べている場面がある。
清村さんと杉小路さん（きよむらさんとすぎのこうじさん）
作中の時間で1年前に放送されていたテレビドラマ。タイトルは土塚理弘の別作品『清村くんと杉小路くん』シリーズのもじり。このドラマで、ヒロイン役を演じた戸田涼子の知名度が一躍アップしたとされている。
また、同じパロディ元の作品で『流血君と腹黒君（りゅうけつくんとはらぐろくん）』というギャグアニメが、おまけ漫画でタイトルのみ登場している。
マグロス 鯵・おぼえていますか（マグロス あじ・おぼえていますか）
アニメ版第7話で、上記の『ビッタリマン』に代わり登場。VHDという媒体だったためタマキは見ることができなかった。タイトル、ジャケットの絵柄共に『超時空要塞マクロス 愛・おぼえていますか』のパロディ。
テレビアニメ『マテリアル・パズル』
原作者・土塚理弘が『月刊少年ガンガン』で連載していた漫画。アニメ版でタマキが見ているアニメ番組として扱われ、第1話と第8話で、それぞれ原作における『エビルスレイヤー』、『クリスマスクリスタルズ』などと差し替える形で登場し、DVD-BOXの予約特典のフィギュアは、登場キャラクターの中の一人ドルチルの喋るフィギュアとなっていた。
原作では第56話にて数コマのみだが『マテリアル・パズル』のキャラクターが同様にテレビ画面に登場している（アニメ版18話の相当する場面では入れ替わりに『クリスマスクリスタルズ』となっている）。さらに同じパロディ元の作品で『待て! リアルパズラー（まて リアルパズラー）』というファンタジーアクションアニメが、おまけ漫画にてタイトルのみ登場している。
映画『金科玉条!? お花守』（きんかぎょくじょう おはなもり）
五十嵐あぐりが『月刊少年ギャグ王』で連載していた漫画。アニメ版第20話でタマキとユージが出向いた遊園地にポスターが貼られていた。

## 外伝・スピンオフ作品
ウサギさんと満月の夜
『増刊ヤングガンガン』Vol.05（2009年2月28日発売）に掲載。『天体戦士サンレッド』とのコラボ作品で、五十嵐あぐりとくぼたまことの共同執筆で、土塚理弘は「監修」としてクレジットされている。単行本未収録。
この他にも本作と『サンレッド』およびくぼたとの交流は何点か存在する。
アンドーブレード
『増刊ヤングガンガン』Vol.06（2009年5月29日発売）に掲載。作中で登場した町戸高剣道部のメンバーをメインに据えた4コマ漫画。作者は五十嵐あぐりで、土塚理弘は「監修」としてクレジットされている。単行本未収録。
清村くんと杉小路くんとBAMBOO BLADEと空と海と大地と呪われし姫君
『増刊ヤングガンガン』Vol.08（2010年1月29日発売）に掲載。『清村くんと杉小路くんろ』とのコラボ作品で、土塚理弘と五十嵐あぐりの共同執筆。左記の単行本3巻収録。
題名は掲載誌の目次では「BAMBOO BLADE×清村くんと杉小路くんろ スペシャルコラボ」となっている。
BAMBOO BLADE B
『月刊少年ガンガン』2009年2月号より連載が開始されたスピンオフ作品。本作と時間軸・世界観を共有している。詳細は当該記事を参照。
BAMBOO BLADE C
『月刊ビッグガンガン』2013年Vol.6より2016年Vol.9まで連載されたスピンオフ作品。作画は高尾じんぐ。
BBデフォルメ
『月刊ビッグガンガン』2013年Vo.11より2016年Vol.9まで連載されたスピンオフ4コマ漫画。作画は亜積沙紀。

## 書誌情報
テレビアニメ版の関連書籍は別項を参照。

### 単行本
- 土塚理弘（原作）・五十嵐あぐり（作画） 『BAMBOO BLADE』 スクウェア・エニックス〈ヤングガンガンコミックス〉、全14巻
  1. 2005年10月25日初版発行（9月24日発売[9]）、ISBN 4-7575-1530-8
  2. 2006年1月25日初版発行（同日発売[10]）、ISBN 4-7575-1611-8
  3. 2006年7月25日初版発行（同日発売[11]）、ISBN 4-7575-1723-8
  4. 2006年12月25日初版発行（同日発売[12]）、ISBN 4-7575-1838-2
  5. 2007年4月25日初版発行（同日発売[13]）、ISBN 978-4-7575-1997-8
  6. 2007年9月25日初版発行（同日発売[14]）、ISBN 978-4-7575-2122-3
  7. 2007年12月25日初版発行（同日発売[15]）、ISBN 978-4-7575-2185-8
  8. 2008年3月25日初版発行（同日発売[16]）、ISBN 978-4-7575-2241-1
  9. 2008年9月25日初版発行（同日発売[17]）、ISBN 978-4-7575-2385-2
  10. 2009年1月24日初版発行（同日発売[18]）、ISBN 978-4-7575-2477-4
  11. 2009年7月25日初版発行（6月25日発売[19]）、ISBN 978-4-7575-2595-5
  12. 2009年11月25日初版発行（同日発売[20]）、ISBN 978-4-7575-2730-0
  13. 2010年5月25日初版発行（同日発売[21]）、ISBN 978-4-7575-2880-2[注 18]
  14. 2010年11月25日初版発行（同日発売[22]）、ISBN 978-4-7575-3074-4
- 土塚理弘&スタジオねこ 『BAMBOO BLADE B』 スクウェア・エニックス〈ガンガンコミックス〉、全12巻

- 土塚理弘（原作）・高尾じんぐ（作画） 『BAMBOO BLADE C』 スクウェア・エニックス〈ビッグガンガンコミックス〉、全7巻
  1. 2013年10月25日発売[23][24]、ISBN 978-4-7575-4105-4
  2. 2014年3月25日発売[25]、ISBN 978-4-7575-4265-5
  3. 2014年9月25日発売[26]、ISBN 978-4-7575-4428-4
  4. 2015年2月25日発売[27]、ISBN 978-4-7575-4570-0
  5. 2015年6月25日発売[28]、ISBN 978-4-7575-4679-0
  6. 2016年2月25日発売[29]、ISBN 978-4-7575-4894-7
  7. 2016年10月25日発売[30]、ISBN 978-4-7575-5137-4
- 土塚理弘×亜積沙紀 『BBデフォルメ』 スクウェア・エニックス〈ビッグガンガンコミックス〉、全2巻
  1. 2014年9月25日発売[31]、ISBN 978-4-7575-4429-1
  2. 2016年10月25日発売[32]、ISBN 978-4-7575-5138-1

### 小説
特記のない限り原作は土塚理弘、作画は五十嵐あぐり、著者は町田双路
- 『小説 BAMBOO BLADE 合宿と呪いの竹刀』2008年2月29日初版発行、ISBN 978-4-7575-2232-9
- 『小説 BAMBOO BLADE 2 小さな姫と遠い記憶』2010年11月25日初版発行（同日発売[33]）、ISBN 978-4-7575-3080-5

### 関連書籍
- 『BAMBOO BLADE ファンブック 7.5』2007年12月25日初版発行（同日発売[34]）、ISBN 978-4-7575-2196-4
- 『BAMBOO BLADE ファンブック（祝）』2010年11月25日初版発行、ISBN 978-4-7575-3014-0

## テレビアニメ
2007年10月1日から2008年3月31日まで、『バンブーブレード』のタイトルでテレビ東京系列にて放送された。その後、2011年6月7日から、 フジテレビTWOにて毎週２話ずつ再放送された。
「部活動を通じて成長していく彼女達の姿をコミカルに描く、青春系学園剣道ストーリー」と銘打たれている。
このアニメのキャッチフレーズは「女のコの真剣（ホンキ）魅せてあげる！」。
タワーレコードの通販サイト「@TOWER.JP」など、様々なサイトで「『六三四の剣』以来、20年ぶりの本格剣道アニメーション」の謳い文句で紹介されている。
オープニング映像は放映開始の時点では第1話のダイジェストを挿入した暫定的なものだったが、完成版はDVDにのみ収録と決まり、テレビ放映分は変更されなかった。
ストーリーは制作時点で原作が未完であったため、第18話までは原作に忠実な展開、第19話以降はオリジナルストーリーという構成となっている。また、原作の合間を縫って第15話にもオリジナルストーリーが挿入された。最終回では榊心、岩堀猛、近本成海ら、当時の原作に登場したばかりのキャラクターも登場した。

### スタッフ
- 原作 - 土塚理弘（原作）、五十嵐あぐり（作画）
- 掲載 - 「ヤングガンガン」（スクウェア・エニックス刊）
- 監督 - 斎藤久
- 脚本 - 倉田英之
- チーフ演出 - 五十嵐達矢
- キャラクターデザイン - 双柳雪智
- メインアニメーター - 植田洋一
- デザインワークス - 渡邊義弘
- ブレイバーデザイン - まさひろ山根
- 美術監督 - 高橋麻穂
- 色彩設計 - 鈴城るみ子
- 撮影監督 - 野村達哉
- 編集 - 森田清次
- 音響監督 - 岩浪美和
- 音響プロデューサー - 中野徹
- 音楽 - 仙波清彦
- プロデューサー - 吉田博、黄樹弐悠、武智恒雄、片桐正貴、小松茂明
- アニメーションプロデューサー - 吉田昇央
- アニメーション制作 - AIC ASTA
- 製作 - バンブーブレードパートナーズ（スクウェア・エニックス、JVCエンタテインメント、AIC、クロックワークス、ディーライツ）

### 主題歌
オープニングテーマ「BAMBOO BEAT」
作詞 - 河井英里 / 作曲・編曲 - Koma2 Kaz
歌 - 川添珠姫（広橋涼）・千葉紀梨乃（豊口めぐみ）・桑原鞘子（小島幸子）・宮崎都（桑島法子）・東聡莉（佐藤利奈）
エンディングテーマ「STAR RISE」
作詞 - 河井英里 / 作曲・編曲 - Koma2 Kaz
歌 - 川添珠姫（広橋涼）・千葉紀梨乃（豊口めぐみ）・桑原鞘子（小島幸子）・宮崎都（桑島法子）・東聡莉（佐藤利奈）
- 歌い出しの「I'm calling the Star Rise」が「あんこ入りパスタライス」と聞こえるということで話題になり、本作が注目される一助になったとスタッフが語っている。

挿入歌
「超剣戦隊ブレードブレイバー」（第2、15、20、21、24、26話）
作詞 - 桑原永江 / 作曲 - 中川幸太郎 / 歌 - 石原慎一
- 『バンブーブレード O.S.T.』に収録。

「シナイダーの歌」（第21、26話）
作詞 - 桑原永江 / 作曲 - 中川幸太郎 / 歌 - 石原慎一
- 『バンブーブレード O.S.T.2』に収録。

「FOR YOUR SHINE」（第26話）
作詞 - 河井英里 / 作曲 - 中野定博 / 歌 - 千葉紀梨乃（豊口めぐみ）
- 『バンブーブレード O.S.T.2』に収録。

「SUNFLOWER」（第26話）
作詞 - 河井英里 / 作曲 - 中野定博 / 歌 - 川添珠姫（広橋涼）
- 『バンブーブレード O.S.T.2』に収録。

### 各話リスト
| 話数 | サブタイトル                 | 絵コンテ          | 演出                | 作画監督                      | 放送日         |
| ---- | ---------------------------- | ----------------- | ------------------- | ----------------------------- | -------------- |
| 1    | 竹ぼうきと正義の味方         | 斎藤久            | 五十嵐達矢          | 植田洋一                      | 2007年 10月1日 |
| 2    | ブレードブレイバーとお弁当   | 斎藤久            | 奥野耕太            | 山根理宏                      | 10月8日        |
| 3    | ブラックとブルー             | 斎藤久            | 飯村正之            | 石野聡                        | 10月15日       |
| 4    | ピンクとブルー               | 斎藤久            | 古川順康            | 川口理恵                      | 10月22日       |
| 5    | 室江高と町戸高               | 寺岡厳            | 奥野耕太            | 竹森由加                      | 10月29日       |
| 6    | 川添珠姫と遅刻の武礼葉       | 五十嵐達矢        | 五十嵐達矢          | 山岸正和 山根理宏             | 11月5日        |
| 7    | 寿司とメンチカツ             | 寺岡巌            | 佐藤育郎            | 織田広之 山本善哉             | 11月12日       |
| 8    | タマちゃんとアルバイト       | 二瓶勇一 斎藤久   | 元永慶太郎          | 植田洋一                      | 11月19日       |
| 9    | コジローと運命の分岐点       | 須永司            | 吉田徹              | 森下博光 中澤勇一             | 11月26日       |
| 10   | 宮崎都の憂鬱と初大会         | 古川順康          | 古川順康            | 佐野英敏 末廣直貴             | 12月3日        |
| 11   | アニメーションとドリーム     | もりたけし        | 奥野耕太            | 沈宏                          | 12月10日       |
| 12   | 東の事情とメイの事情         | 寺岡厳            | 鈴木薫              | 川口理恵                      | 12月17日       |
| 13   | 先生たちと生徒たち           | 五十嵐達矢        | 五十嵐達矢          | 山根理宏 松原豊               | 12月24日       |
| 14   | さとりんの決意ともぎゅもぎゅ | 寺岡厳            | 元永慶太郎 奥野耕太 | 石野聡 青野厚司 植田洋一      | 2008年 1月7日  |
| 15   | 初合宿と初銭湯               | 久城りおん        | 久城りおん          | 柳沢テツヤ                    | 1月14日        |
| 16   | キリノの欠席と予選大会       | 奥野耕太 斎藤久   | 奥野耕太            | 都竹隆治 山根理宏 大和田直之  | 1月21日        |
| 17   | 光と陰                       | 寺岡厳            | 五十嵐達矢          | 沈宏                          | 1月28日        |
| 18   | 大会とその後の室江高         | 古川順康          | 古川順康            | 原修一 川口理恵               | 2月4日         |
| 19   | アルマジロとセンザンコウ     | 伊藤浩二          | 伊藤浩二            | 松原豊 永田正美               | 2月11日        |
| 20   | ブレイバーとシナイダー       | 伊藤浩二          | 元永慶太郎          | 植田洋一 川口理恵 永田正美    | 2月18日        |
| 21   | 川添珠姫と鈴木凛             | 斎藤久            | 鈴木薫              | 山根理宏 サトウミチオ         | 2月25日        |
| 22   | 敗者と勝者                   | 五十嵐達矢 斎藤久 | 奥野耕太            | 末廣直貴 沈宏 齋藤雅和        | 3月3日         |
| 23   | 嘘と沈黙                     | 別所誠人          | 古川順康            | 永田正美 植田洋一 川口理恵    | 3月10日        |
| 24   | 剣と道                       | 斎藤久 五十嵐達矢 | 久城りおん          | 石井ゆみこ                    | 3月17日        |
| 25   | 剣道とそれがもたらすもの     | 須永司            | 五十嵐達矢          | 原修一 松原豊                 | 3月24日        |
| 26   | “それから”と“これから”       | 斎藤久 五十嵐達矢 | 斎藤久 五十嵐達矢   | 沈宏 渡邊義弘 原修一 植田洋一 | 3月31日        |

### 放送局
| 放送地域   | 放送局        | 放送期間                      | 放送日時           | 放送系列       | 備考                          |
| ---------- | ------------- | ----------------------------- | ------------------ | -------------- | ----------------------------- |
| 関東広域圏 | テレビ東京    | 2007年10月1日 - 2008年3月31日 | 月曜 25:30 - 26:00 | テレビ東京系列 |                               |
| 愛知県     | テレビ愛知    | 2007年10月4日 - 2008年4月3日  | 木曜 26:28 - 26:58 | テレビ東京系列 |                               |
| 大阪府     | テレビ大阪    | 2007年10月10日 - 2008年4月9日 | 水曜 25:55 - 26:25 | テレビ東京系列 |                               |
| 日本全域   | AT-X          | 2007年12月5日 - 2008年5月28日 | 水曜 11:30 - 12:00 | CS放送         | リピート放送あり              |
| 日本全域   | フジテレビTWO | 2011年6月7日 - 9月20日        | 火曜 17:00 - 18:00 | CS放送         | 2話連続放送、リピート放送あり |

| テレビ東京 月曜25:30枠                  | テレビ東京 月曜25:30枠                             | テレビ東京 月曜25:30枠                 |
| 前番組                                  | 番組名                                             | 次番組                                 |
| --------------------------------------- | -------------------------------------------------- | -------------------------------------- |
| エル・カザド （2007年4月2日 - 9月24日） | バンブーブレード （2007年10月1日 - 2008年3月31日） | うぇぶたま3 （2008年4月7日 - 6月30日） |

### サウンドトラック
- バンブーブレード O.S.T. (VTCL-60017) - 2008年1月23日 発売
- バンブーブレード O.S.T.2 (VTCL-60018) - 2008年3月26日 発売

### ドラマCD
- バンブーブレード ドラマCD 紅盤 (VICL-60019) - 2008年5月8日 発売
  - 脚本をアニメ版と同じく倉田英之が担当。アニメ版第15話に関連した番外編的なストーリーとなっている。
- バンブーブレード ドラマCD 白盤 (VICL-60020) - 2008年5月8日 発売
  - こちらは原作者の土塚理弘が脚本を担当。完全なオリジナルストーリー。ジャケットは五十嵐あぐりの書き下ろし。

### 関連書籍（テレビアニメ）
- 『TVアニメ バンブーブレード 公式ガイドブック』 ジャイブ、2008年6月7日初版発行、ISBN 978-4-86176-535-3
- 『バンブーブレード OFFICIAL FAN BOOK』 Gakken、2008年6月20日初版発行、ISBN 978-4-05-605186-5

### インターネットラジオ
ラジオ・バンブーブレード〜文武両道!
2007年10月22日から2008年4月21日（最終更新）まで音泉にて配信された。パーソナリティは小西克幸（石田虎侍役）、豊口めぐみ（千葉紀梨乃役）、広橋涼（川添珠姫役）の3人。

### CM
第3話より番組の合間に番組およびDVDのCMとして「ふぁんふ〜ふふぇ〜ふぉ」というタイトルの寸劇風の映像が流れる。内容は本編にほとんど関係が無い小ネタが大半を占めており、映画のパロディなども行ったりしている。ただし、テレビ大阪やテレビ愛知では主題歌のCMや他作品のDVDのCMのみで、このCMが放映されることはなかった。DVD第4巻には、映像特典として特別篇が収録されている。製作はアイウォズ・ア・バレリーナ。
主なシリーズネタ
- タマ日和 タマちゃんの徒然なる日々 - 毎回異様な場所（もっぱら高い所）で寝ているタマキの寝言を、格言風に披露する。途中から枕元にパスタの皿が置かれるようになる。
- コジローの野望 - 褌一丁で仁王立ちするコジローが一発ネタを絶叫する。タマ日和と同様、もっぱら異様な場所が舞台となる。
- キリノ伝言板 - 部活の連絡をキリノが伝言板に書き残していくが、毎回文中に誤字が含まれており、確認した部員から突っ込みが入る。
- キルミヤ - 『キル・ビル』のパロディ。ミヤミヤが行く手を阻む敵を斬り捨てながら、東海道の旅を続ける。敵は主に酔っ払い（出没は、品川区→箱根町→沼津市→大津市→京都市・東寺にて大団円へ）。
- スペース☆アズマ - 東が宇宙船の乗組員となり、宇宙船のトラブルに慌てふためく。
- さやの小説シリーズ - サヤが小説を書き上げて披露するが、ダン達にダメ出しされ落胆。悔しさから自転車で（凄まじいスピードで）疾走する。スペース☆アズマやキルミヤとリンクしたこともあった。最終回では全員が京都に集まり、大団円となる（ただしコジローの存在は忘れられている）。

## ゲーム
バンブーブレード〜“それから”の挑戦〜
2009年5月28日発売。ガジェットソフトから発売。
- ジャンル - 燃え萌え真剣（ホンキ）アドベンチャーゲーム
- 対応機種 - PlayStation Portable
- CERO指定 - A（全年齢対象）